# Leddjur
Leddjur (Arthropoda) är en stam inom djurriket som omfattar så varierande djurgrupper som insekter, spindeldjur, mångfotingar och kräftdjur. Leddjuren är jordens artrikaste stam, omkring 80 procent av alla beskrivna djurarter beräknas vara leddjur. Sammantaget finns det över en miljon kända arter av leddjur, av vilka de flesta är insekter. I Sverige finns det 29 060 kända arter.
Det vetenskapliga namnet är bildat av de gammalgrekiska orden arthron (led) och pus (fot).
Benämningen "leddjur" kommer sig av att gruppen delar det gemensamma, grundläggande draget att kroppen, och benen, är ledade. Dessa leders funktion möjliggörs genom att leddjuren har ett så kallat exoskelett av kitin, ett yttre förhårdnat "hudskal" som inte bara tjänar som skydd, utan också utgör fäste för musklerna. Leddjurens muskler är fästade för att uppnå en hävstångseffekt (att böja en arm, med triceps- och bicepsmuskler, vore omöjligt för ett däggdjur, om dessa muskler ej vore fästa på överarmsbenet; däggdjur har med andra ord ett endoskelett). Dessa grundläggande anatomiska drag ger leddjuren stor rörlighet och leddjur har utvecklat förflyttning både genom att hoppa, simma, gå och flyga.
Leddjuren var en av de tidigaste grupper som lämnade havet och gick upp på land. De kan spåras 550 miljoner år tillbaka, men det är fortfarande inte säkerställt i vilka primitiva djurgrupper de har sitt ursprung. För cirka 350 miljoner år sedan intog de också luften, i form av de första flygande insekterna, och det skulle dröja ytterligare 100 miljoner år innan djur från någon annan grupp gjorde dem sällskap. Till utdöda grupper av leddjur hör trilobiter och havsskorpioner.

## Kännetecken
Gemensamma anatomiska drag för alla leddjur är att kroppen är indelad i segment från vilka de ledade, parvist ordnade benen utgår. Kärlsystemet är öppet och för kroppsvätskornas cirkulation finns ett hjärta. För andningen finns antingen gälar, boklungor eller ett trakésystem. Nervsystemet hos leddjur består av många ganglier som hålls samman med två nervtrådar, som går genom kroppens segment och är förbundna med hjärnan.
Olika grupper av leddjur har utvecklats så att segmentens funktion allt mer specialiserats på olika vis, genom att segmenten har vuxit samman och bildat särskilda funktionella enheter, som ett huvud, eller bildat särskilda funktionella bihang, som antenner. 
Hos enkelfotingarna, som hör till de primitivare leddjuren, finns bara ett huvud och en kropp uppdelad i segment som till sin funktion inte skiljer sig så starkt åt. Ett par gångben utgår från vart och ett av kroppens segment. Dubbelfotingarna har en liknande enkel byggnad med uppdelning i ett huvud och en kropp, men hos dessa har två på varandra följande ursprungliga segment smält samman till ett dubbelt segment. Två par gångben utgår därför från vart och ett av kroppens synliga segment. 
Spindlarna har en kroppsbyggnad som är uppdelad i två grundläggande enheter, cephalothorax som består av det sammanvuxna huvudet och mellankroppen, och bakkroppen. De har åtta gångben ordnade i fyra benpar. Hos insekterna har kroppen tre grundläggande enheter, huvud, mellankopp och bakkropp. Insekterna har sex gångben ordnade i tre benpar. Kräftdjuren är en mycket varierad grupp, de har huvud, mellankropp och bakkropp, även om bakkroppen hos vissa grupper är starkt reducerad. De kan ha fler ben, till exempel har de tiofotade kräftdjuren tio gångben ordnade i fem benpar.
Leddjur uppfattar ljussignaler med facettögon eller naupliusögon.

## Utbredning
Leddjur förekommer över hela världen, i många olika miljöer. Insekterna dominerar på land, medan kräftdjuren dominerar i havet.
Att beräkna det totala antalet av levande arter är oerhört svårt då det ofta har som utgångspunkt en serie av antaganden för att räkna upp antalet från specifika platser för att beräkna hela världen. En studie från 1992 beräknade att det bara i Costa Rica fanns cirka 500 000 arter, av vilka 365 000 var leddjur. Andra uppskattningar slår fast att leddjuren har cirka 1 170 000 beskrivna arter vilket utgör cirka 80 procent av alla kända levande varelser. Leddjuren är viktiga medlemmar i marina ekosystem, samt i ekosystem i färskvatten, och på land- och i luften. Det är bara leddjuren och amnioterna, vars levande medlemmar är reptiler, fåglar och däggdjuren, som har anpassat sig för ett liv i torra miljöer.

## Levnadssätt
Leddjur uppvisar som den mångformiga grupp de är stor variation i levnadssätt. Utformningen på mundelarna och benen är karaktärer som visar på deras födoval. Det finns såväl predatorer som växtätare och sådana som livnär sig på dött organiskt material och sådana som är filtrerare. I näringskedjor är leddjuren själva ofta föda för många andra djur. I ekosystemen har de en viktig roll, till exempel som nedbrytare och pollinatörer.
Många leddjur har en fortplantning med inre befruktning men det finns också exempel på yttre befruktning, främst bland leddjur som lever i havet. En del leddjur, bland annat vissa insekter, kan också föröka sig genom partenogenes. Hos leddjur är hermafrodism ett sällsynt undantag, men det förekommer till exempel hos rankfotingar. De flesta leddjur lägger ägg, men skorpioner uppvisar vivipari, det vill säga att de föder levande ungar. 
De unga individerna av en del leddjur, som spindlar och skorpioner, liknar de fullvuxna djuren, medan unga individer av andra leddjur, som kräftdjur och många insekter inte alls liknar de fullvuxna djuren och därför vanligen benämns larver. 
Omsorgen om avkomman är varierande, det finns leddjur som uppvisar både mycket liten och mycket stor omsorg om avkomman. En del marina leddjurs ägg och larver driver till exempel med strömmarna, medan många samhällsbildande insekter lägger ner mycket tid på vård av äggen och uppfödningen av larverna. 
Ett gemensamt drag för flertalet leddjur är att deras exoskelett begränsar tillväxten och måste bytas ut. Så är fallet för kräftdjur, mångfotingar och spindlar. Insekter utvecklas genom metamorfos och byter med ett fåtal undantag inte hud som fullvuxna. När ett leddjur byter hud är dess kropp som mest oskyddad och de är då extra sårbara för fiender.

## Leddjur och människan

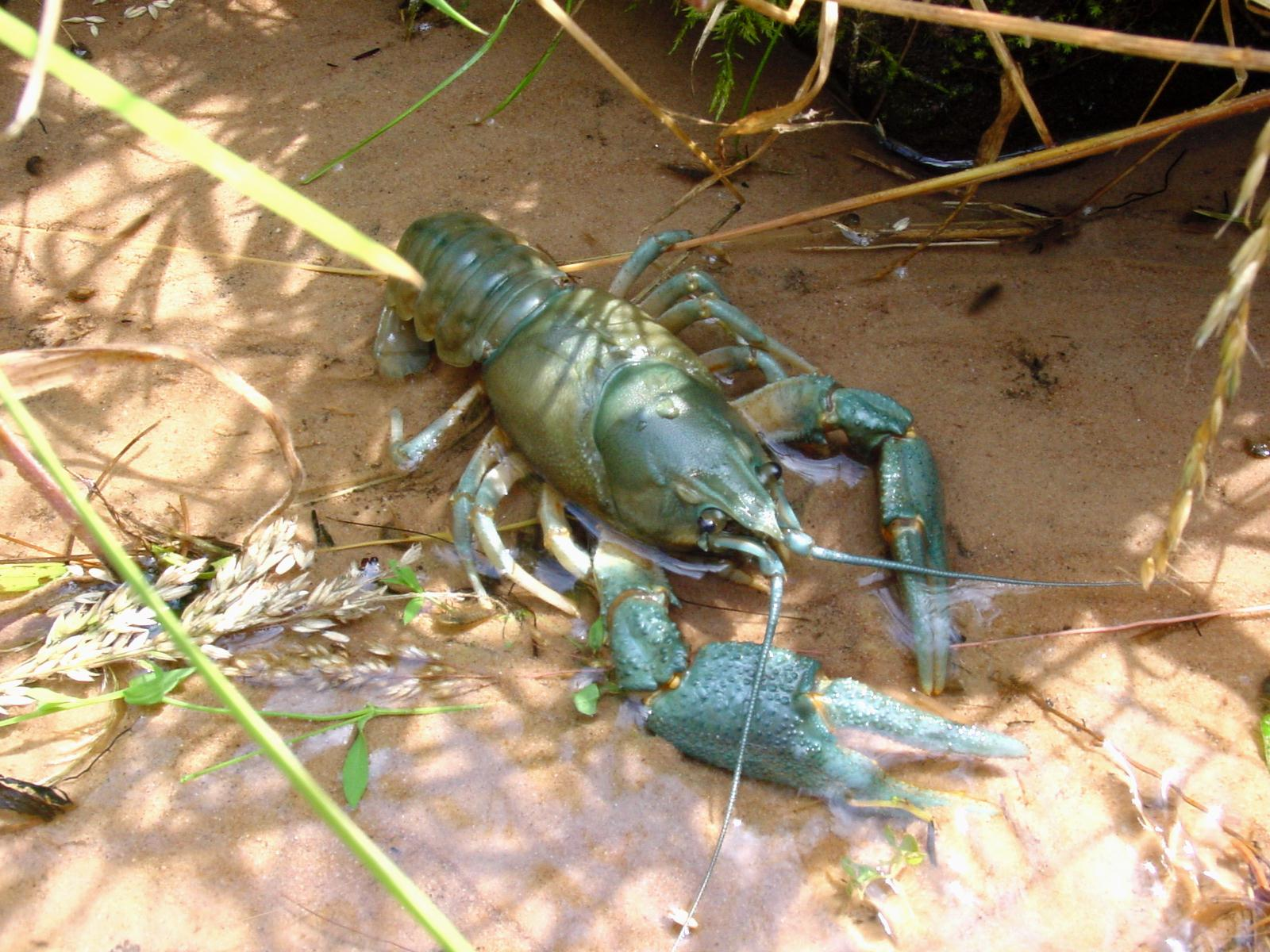
Flodkräfta

Kräftdjur, som krabbor, humrar, kräftor och räkor har länge varit en del av människans mat och odlas nu i stor, kommersiell skala. Insekter och deras larver är minst lika näringsrika som kött och äts både råa och kokas i många icke-europeiska kulturer. Kokt tarantel anses vara en delikatess i Kambodja. Det största bidraget av leddjur till människornas livsmedelsförsörjning är av pollinering. En studie 2008 undersökte 100 grödor som enligt FAO odlades för användning som livsmedel och beräknade pollineringens ekonomiska värde till 153 miljarder euro, vilket är 9,5 procent av världens jordbruksproduktion för livsmedel under 2005. Bin producerar också honung som ligger till grund för en snabbt växande industri och internationell handel.
Trots att leddjuren är den största stammen på jorden och trots att tusentals arter är giftiga, är förgiftning genom bett och sting av leddjur på människor relativt ovanligt. Följder av sjukdomar som överförs av blodsugande insekter är globalt sett ett större problem än förgiftning. Ett exempel är malaria som överförs av vissa myggor. Andra blodsugande insekter infekterar kreatur och dödar därigenom många djur och minskar kraftigt nyttan av andra.
Den relativa enkelheten hos leddjurens kroppsplan, som låter dem gå på olika ytor både på land och i vatten, har gjort dem användbara som modeller för robotik. Överflödet av segment tillåter leddjur liksom biomimetiska robotar att röra sig normalt även med skadade eller förlorade tillbehör (som exempelvis kroppsdelar).

## Systematik

### Yttre systematik
Traditionellt har leddjuren, segmenterade som de är, sammanförts med de likaledes segmenterade ringmaskarna i en grupp som kallas Articulata, men molekylära data pekar klart på att denna grupp är polyfyletisk, och att leddjuren egentligen inte är närmare släkt med ringmaskar.  
Som leddjurens närmaste släktingar idag räknas istället trögkrypare och klomaskar, och därutöver bildar de tillsammans med rundmaskar och flera andra smågrupper den högre gruppen Ecdysozoa.

### Inre systematik
Till leddjuren räknas alla kräftdjur, sexfotingar (insekter m.m.), mångfotingar och palpkäkar (spindlar m.m.).  Släktskapet mellan dessa fyra grupper är en omstridd fråga.  Traditionellt har sexfotingar och mångfotingar betraktats som varandras närmaste släktingar. Tillsammans med kräftdjuren bildade dessa gruppen Mandibulata.  Molekylära data kastar dock tvivel över den indelningen, och pekar snarare mot att sexfotingar och kräftdjur hör ihop.  En del studier finner till och med att sexfotingarna är en undergrupp inom kräftdjuren. Se diskussion av detta under Pancrustacea.
- Palpkäkar (Chelicerata)
  - Dolksvansar (Xiphosura)
  - Havsspindlar (Pycnogonida)
  - Spindeldjur (Arachnida)
  - †Havsskorpioner (Eurypterida)
- Kräftdjur (Crustacea)
  - Remipedia
  - Cephalocarida
  - Bladfotingar (Branchiopoda)
  - Musselkräftor (Ostracoda)
  - Maxillopoda
  - Storkräftor (Malacostraca)
- Sexfotingar (Hexapoda)
  - Insekter (Insecta)
  - Urinsekter (Entognatha)
  - Hoppstjärtar (Collembola)
- Mångfotingar (Myriapoda)
  - Dubbelfotingar (Diplopoda)
  - Enkelfotingar (Chilopoda}
  - Dvärgfotingar (Symphyla)
  - Fåfotingar (Pauropoda)
- †Trilobiter (Trilobita)